# Cespedosa de Tormes
Cespedosa de Tormes és un municipi de la província de Salamanca a la comunitat autònoma de Castella i Lleó.

## Demografia
| 1991 | 1996 | 2001 | 2004 |
| ---- | ---- | ---- | ---- |
| 749  | 718  | 617  | 589  |